# 조맹선
조맹선(趙孟善, ? ~ 1922년)은 한국의 독립운동가이다. 황해 평산(平山) 출신이다.

## 생애
1905년 을사조약이 강제로 체결되자 5적을 주살하려다가 뜻을 이루지 못하고, 박정빈(朴正彬)·우병열(禹炳烈)·이진룡(李鎭龍) 등과 함께 의병을 일으켜 참모장으로서 평산군에 있는 일본군을 공격하였다. 1910년 일제에 의하여 한국이 강점되자, 1911년 이진룡과 함께 만주로 망명하여 홍범도(洪範圖)·이진룡 등과 함께 무장항일투쟁을 계속하였다. 1916년 10월에는 이진룡과 함께 평북 운산(雲山)에 진입하여 군자금을 확보하기 위하여 운산금광 송금차를 습격하였으며, 그후 신봉황(申鳳荒)·차도선(車道善) 등과 함께 목릉현 팔면통(穆陵縣八面通)에 비밀결사 충의사(忠義社)를 조직하고 국내진격을 계획하기도 하였다. 1919년에 국내에서 3·1독립운동이 전개되자 그는 박장호(朴長浩)·백삼규(白三圭)·조병준(趙秉準)·전덕원(全德元) 등과 함께 유하현 삼원보(柳河縣三源堡)에 복수복국(復讐復國)을 목적으로 하는 대한독립단(大韓獨立團)을 조직하고 총단장(總團長)이 되어 국내진입 활동을 지휘하였으며, 군자금 모집, 단원 모집 및 일제 앞잡이 처단 등 무장항일 투쟁을 전개하였다. 1920년 8월 관전현 향로구(香爐溝)에서 임시정부 직할의 광복군사령부(光復軍司令部)가 조직되자 그 사령장(司令長)에 임명되었으며, 여순근(呂淳根)·이탁(李鐸)·김승학(金承學)·유응하(劉應夏)·박이열(朴利烈)·홍식(洪植)·양기하(梁基瑕) 등과 함께 일경주재소 습격, 일경사살 등 무력투쟁을 계속하였다. 동년 8월에는 미국의원단이 한국을 방문하게 되자 독립단 총단장 명의로 한국의 독립을 역설하고, 그 지원을 요청하는 진정서를 제출하기도 하였다.

## 사후
- 대한민국 정부는 고인의 공훈을 기리기 위하여 1962년 건국훈장 독립장을 추서하였다.

## 참고 자료
- 국가보훈처 독립유공자 공훈록